# 藤原基忠
藤原 基忠（ふじわら の もとただ）は、平安時代後期の公卿。藤原北家、大納言・藤原忠家の子。官位は従二位・権中納言。

## 経歴
後冷泉朝末の治暦2年（1066年）従五位下に叙爵し、治暦4年（1068年）侍従次いで左近衛少将に任官する。
延久元年（1069年）従五位上、延久4年（1072年）正五位下次いで従四位下、承保元年（1074年）従四位上、承保2年（1075年）正四位下・左近衛中将に叙任されるなど、後三条朝から白河朝にかけて近衛次将を務めながら順調に昇進する。承暦4年（1080年）蔵人頭（頭中将）に任ぜられると、右近衛中将を経て、永保2年（1082年）に参議に任ぜられて公卿に列した。
議政官の傍らで引き続き近衛中将を兼ね、永保4年（1084年）従三位、寛治2年（1088年）正三位と昇進する。寛治5年（1091年）権中納言に昇るが兼官を全て解かれた。寛治7年（1093年）従二位に至り、嘉保2年（1095年）左兵衛督、永長2年（1097年）右衛門督を兼ねている。
承徳2年（1098年）11月17日薨去。享年43。最終官位は権中納言従二位兼右衛門督。この日、関白・藤原師通の春日詣があり、共も寅刻から関白殿に参上したが、基忠の薨去により停められたという。

## 人物
嘉保2年（1095年）の「永長の大田楽」の際には、権中納言の高官であったが、「九尺の高扇」を掲げて踊り狂ったという（大江匡房）。

## 官歴
『公卿補任』による。
- 治暦2年（1066年） 12月22日：従五位下（上東門院臨時御給）
- 治暦4年（1068年） 3月4日：侍従。12月29日：左近衛少将
- 延久元年（1069年） 11月：従五位上
- 延久2年（1070年） 正月29日：兼備前権介
- 延久4年（1072年） 正月5日：正五位下（少将）。2月1日：従四位下（父卿譲、行幸行事賞）
- 承保元年（1074年） 11月16日：兼丹波介。11月19日：従四位上（主基国司）
- 承保2年（1075年） 正月28日：正四位下（前上東門院御給）。6月13日：左近衛中将
- 承暦3年（1079年） 正月27日：兼美作介
- 承暦4年（1080年） 8月14日：蔵人頭（頭中将）
- 承暦5年（1081年） 正月26日：右近衛中将
- 永保2年（1082年） 正月21日：参議、右近衛中将如元
- 永保3年（1083年） 2月1日：兼近江権守
- 永保4年（1084年） 正月22日：従三位（自関白堀川第遷六條賞）
- 寛治2年（1088年） 正月19日：正三位（院別当、行幸賞）。正月25日：兼讃岐権守
- 寛治5年（1091年） 正月：権中納言
- 寛治7年（1093年） 正月11日：従二位（春日行幸行事賞）
- 嘉保2年（1095年） 12月：兼左兵衛督
- 永長2年（1097年） 正月：右衛門督
- 承徳2年（1098年） 11月17日：薨去（権中納言従二位兼右衛門督）[2]

## 系譜
『尊卑分脈』による。
- 父：藤原忠家
- 母：藤原経輔の長女
- 妻：藤原能季の娘
  - 男子：忠覚
- 生母不明の子女
  - 女子：源顕康室
- 養子女
  - 男子：藤原信忠 - 実は源信宗の子